# Associazione Fascista Calcio Catania 1940-1941
Questa voce raccoglie le informazioni riguardanti l'Associazione Fascista Calcio Catania nelle competizioni ufficiali della stagione 1940-1941.

## Stagione
Nella stagione 1940-1941, nella prima stagione calcistica disputata nel clima di guerra in corso, il Catania disputa il gruppo H della Serie C. Si classifica sesto con 25 punti, per peggiore quoziente reti nei confronti del Brindisi. Che non sia l'anno giusto per puntare al salto di categoria, lo si capisce presto, gli attaccanti catanesi, annota "Il Popolo di Sicilia", ben sorretti alle spalle, non trovano facilmente la via della rete. Difesa e mediana tengono e fanno il loro dovere. L'unica nota positiva degli attaccanti è un diciannovenne che indossa la maglia numero dieci Carmelo Di Bella, di lui scrive "Il Littoriale": fiato a josa, serpentine ben fatte, sorprende il suo gioco di quantità e qualità... un gioco da asso lanciato. Il nuovo allenatore è l'ungherese Ernst Guzsik.
Il nuovo impianto catanese, lo stadio costruito nel quartiere Cibali, nelle prossime tre stagioni sarà intitolato all'ex governatore della Libia Italo Balbo. Ad inizio stagione parte male anche la Coppa Italia, o meglio, si vince battendo (3-0) il Siracusa, ma si perde a tavolino per la posizione irregolare del centravanti Angelo Oliviero in arrivo dal Marzotto Valdagno, così i rossazzurri perdono l'attaccante e la qualificazione. Il campionato lo si chiude a mezza classifica con 25 punti, lo vince con 31 punti il Siracusa. Per il futuro la società vuole ripartire da un gruppo di giovani, ormai pronti per la prima squadra.

## Rosa
| N. |                   | Ruolo | Calciatore           |
| -- | ----------------- | ----- | -------------------- |
|    | Italia (bandiera) | A     | Fortunato Baldinotti |
|    | Italia (bandiera) | C     | Renzo Bettini        |
|    | Italia (bandiera) | C     | Eugenio Bozzer       |
|    | Italia (bandiera) | A     | Giuseppe Buccheri    |
|    | Italia (bandiera) | C     | Armando Carbone      |
|    | Italia (bandiera) | C     | Giovanni Condorelli  |
|    | Italia (bandiera) | P     | Angelo Costanzo      |
|    | Italia (bandiera) | C     | Carmelo Di Bella     |
|    | Italia (bandiera) | D     | Giuseppe Di Stefano  |
|    | Italia (bandiera) | D     | Giuseppe Fardella    |
|    | Italia (bandiera) | A     | Emilio Greco         |
|    | Italia (bandiera) | A     | Umberto Marcoccio    |
|    | Italia (bandiera) | P     | Luigi Mineo          |

| N. |                   | Ruolo | Calciatore              |
| -- | ----------------- | ----- | ----------------------- |
|    | Italia (bandiera) | D     | Luigi Gioacchino Nebbia |
|    | Italia (bandiera) | A     | Alfredo Novelli         |
|    | Italia (bandiera) | D     | Giovanni Nuvoloni       |
|    | Italia (bandiera) | A     | Angelo Oliviero         |
|    | Italia (bandiera) | A     | Armando Perrone         |
|    | Italia (bandiera) | C     | Antonio Peternel        |
|    | Italia (bandiera) | C     | Sergio Pitassi          |
|    | Italia (bandiera) | C     | Cirillo Raner           |
|    | Italia (bandiera) | C     | Oreste Rotta            |
|    | Italia (bandiera) | P     | Mario Sernagiotto       |
|    | Italia (bandiera) | A     | Vito Servello           |
|    | Italia (bandiera) | A     | Salvatore Signorelli    |
|    | Italia (bandiera) | D     | Luigi Stivanello        |

## Risultati

### Serie C girone H

#### Girone di andata
| Arbitro: | Scotto (Savona) |

|                        |           |             |
| Di Bella 50’ Greco 80’ | Marcatori | 43’ Gaetano |

| Molfetta 10 novembre 1940 2ª giornata | Molfetta         | 0 – 0 | Catania | Stadio Paolo Poli\| Arbitro: \| Taglè (Pozzuoli) \| |
| Arbitro:                              | Taglè (Pozzuoli) |       |         |                                                     |

| Arbitro: | Siino (Palermo) |

|             |           |  |
| Perrone 16’ | Marcatori |  |

| Foggia 24 novembre 1940 4ª giornata | Foggia           | 0 – 0 | Catania | Campo Sportivo del Littorio\| Arbitro: \| Scotti (Taranto) \| |
| Arbitro:                            | Scotti (Taranto) |       |         |                                                               |

| Arbitro: | Campisi (Siracusa) |

|             |           |  |
| Servello 4’ | Marcatori |  |

| Arbitro: | Romeo (Reggio Calabria) |

|  |           |                   |
|  | Marcatori | 52’, 84’ Di Bella |

| Arbitro: | Rizzo (Messina) |

|            |           |                       |
| Morgia 25’ | Marcatori | 69’ (rig.) Stivanello |

| Arbitro: | Romeo (Reggio Calabria) |

|              |           |  |
| Antolini 13’ | Marcatori |  |

| Arbitro: | Siino (Palermo) |

|              |           |               |
| Di Bella 12’ | Marcatori | 39’ Mirabella |

| Arbitro: | Mantovani (Poggio Renatico) |

|                     |           |              |
| Revelant 77’ (rig.) | Marcatori | 52’ Buccheri |

| Arbitro: | Rizzo (Messina) |

|               |           |                |
| Marcoccio 16’ | Marcatori | 34’ Argentieri |

#### Girone di ritorno
| Arbitro: | Gemini (Roma) |

|                                        |           |             |
| Capone 5’, 57’ Caroldi 25’ Laviola 81’ | Marcatori | 7’ Servello |

| Arbitro: | Cilento (Soverato) |

|                                       |           |              |
| Stivanello 36’ Servello 83’ Greco 86’ | Marcatori | 5’ Giammarco |

| Arbitro: | Ferrante (San Severo) |

|                        |           |                         |
| Bruno 13’ Donnetti 38’ | Marcatori | 4’ Raner 83’ Bettini II |

| Arbitro: | Rizzo (Messina) |

|                                                 |           |  |
| Greco 16’, 30’, 40’ Baldinotti 32’ Servello 66’ | Marcatori |  |

| Arbitro: | Altomare (Taranto) |

|                              |           |                     |
| Russo 7’ Anguilla 90’ (rig.) | Marcatori | 41’ (aut.) Indrizzi |

| Arbitro: | Siino (Palermo) |

|  |           |             |
|  | Marcatori | 5’ Bellucco |

| Arbitro: | Rizzo (Messina) |

|                                          |           |  |
| Mazzoli 56’ (rig.) 81’, 86’ Peresson 70’ | Marcatori |  |

| Arbitro: | Mazza (Torre del Greco) |

|                        |           |  |
| Greco 72’ Buccheri 80’ | Marcatori |  |

| Arbitro: | Albanese (Taranto) |

|  |           |                           |
|  | Marcatori | 19’ Buccheri 68’ Servello |

| Arbitro: | Rizzo (Messina) |

|                                               |           |                                  |
| Peternel 10’ Signorelli 15’ Servello 42’, 70’ | Marcatori | 54’ Piva 65’ Schillani 81’ Summa |

| Arbitro: | Altomare (Taranto) |

|                             |           |  |
| Argentieri 25’ D'Addato 60’ | Marcatori |  |

### Coppa Italia
| Arbitro: | Nocentini (Prato) |

|                                      |           |  |
| Oliviero 2’ Peternel 3’ Di Bella 87’ | Marcatori |  |